# オリヴィエ・メトラ

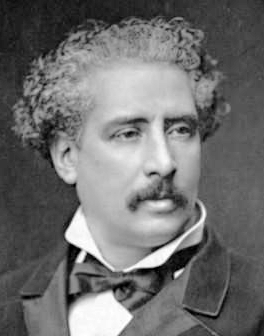
オリヴィエ・メトラ

ジュール＝ルイ＝オリヴィエ・メトラ（Jules-Louis-Olivier Métra、1830年6月2日 - 1889年10月22日）は、フランスの作曲家、指揮者である。19世紀後半のパリでダンス音楽の作曲家及び舞踏会の指揮者として活動し、「フランスのシュトラウス」と称されるほどの人気があった。ワルツ、ポルカ、カドリーユなどの舞曲を多く作曲し、オペレッタやバレエ『イエッダ』（1879年）などの舞台音楽も手がけた。

## 生涯
ランスの生まれ。父親のジャン・バティスト・メトラは法律を学んで弁護士となったが、途中で旅芸人に転身した人物であった。父親の関係で彼も5歳のころから舞台に出演していたが、12歳のときに音楽の道を志した。
コンセルヴァトワールでアンブロワーズ・トマに師事した後、さまざまな劇場のオーケストラでヴァイオリン、チェロ、コントラバスを演奏していた。メトラはオペラ＝コミック座やフォリー・ベルジェールで舞踏会の指揮者として活動を始めて知名度を上げ、同時にワルツ、ポルカ、カドリーユなどの舞曲を次々と作曲し続けた。
メトラはエミール・ワルトトイフェルが登場するまでは当時の大衆的ダンス音楽の分野では最も人気があった作曲家であり、「フランスのシュトラウス」と称されていた。ヨハン・シュトラウス2世がパリを訪れたときには、パリ・オペラ座で開催された舞踏会でシュトラウス2世と交代で指揮者を務めた経験もあった。1863年には最大のヒット作となった『バラのワルツ』（Les Roses）、1869年には『ラ・セレナード』（La serenade, valse espagnole）というスペイン風のワルツを手がけて好評であった。
メトラは舞曲の他に、オペレッタやバレエなど舞台音楽も作曲した。1879年に初演された『イエッダ』（Yedda）はメトラが作曲した唯一のバレエ作品で、想像上の古代日本を舞台としていた。『イエッダ』初演当時のパリは、前年に開催されたパリ万国博覧会の影響でジャポニスムが一大ブームとなっていた。題名の「イエッダ」は物語のヒロインである美しい村娘の名前で、ミカドの威光と宮廷の華やかな生活に憧れたヒロインが、夜の精霊サクラダに与えられた命の木の枝によって一度は望みを叶えるものの、最後にはかつての許婚ノリもろとも自らの命まで失うという作品であった。
『イエッダ』はルイ・メラント振付により当時のパリ・オペラ座のトップスター、リタ・サンガッリが主演して1879年1月17日に初演された。『コッペリア』（1870年）などの喜劇的な作風のバレエ作品が多かった19世紀末において、『イエッダ』は珍しく悲劇的な結末の作品で、それが観客や批評家にも新鮮に受け止められて好評を博したという。この作品のためにメトラが作曲した音楽は難解なところがない上に踊りにも適していて、バレエの舞台を離れて舞踏会の音楽としてもよく演奏された。とりわけ、『精霊のワルツ』と『終幕の踊り』の2曲が人気となった。
メトラは1889年に死去するまで、パリ・オペラ座での舞踏会の指揮者を務めた。メトラ自身の作品は、『バラのワルツ』や『ラ・セレナード』など一部の例外を除いてほとんど忘れられている。なお、フランスのフルーティストであるウジェーヌ・ダマレ（Eugene Damare、1840年 - 1919年）は『イエッダ』をもとにフルートとピアノのための曲『イエッダによるファンタジー』（Fantaisie Sur Yedda, Op. 103）を作曲している。